# Замок Раппоттенштайн (Нижня Австрія)
Замок Раппоттенштайн (нім. Burg Rappottenstein) розташований у ярмарковій громаді Раппоттенштайн округу Цветль регіону Вальдфіртель землі Нижня Австрія. За всю історію не був жодного разу захоплений чи спалений ворогами. Вважається одним з найнеприступніших замків Австрії.

## Історія

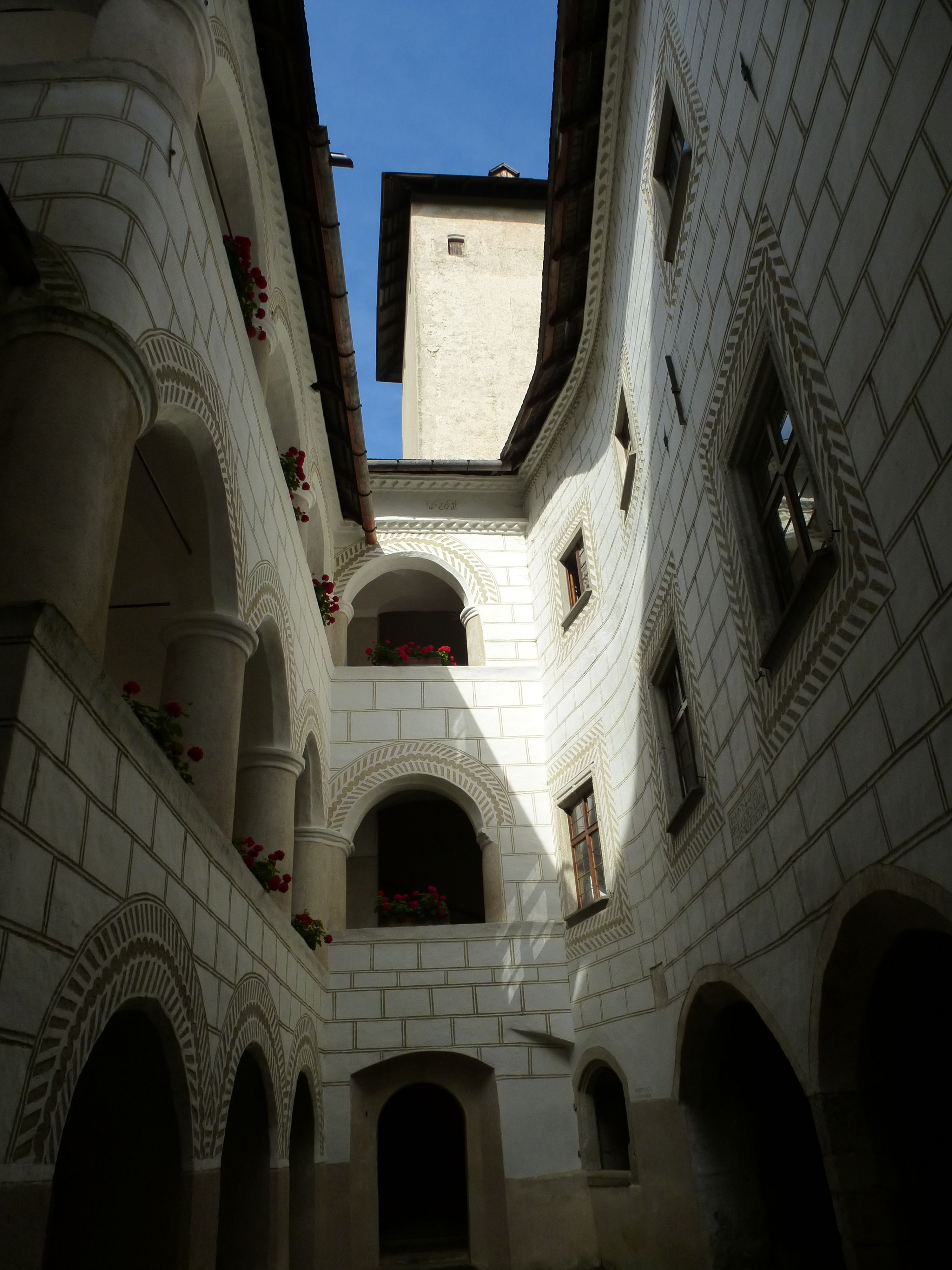
Аркади замкового двору

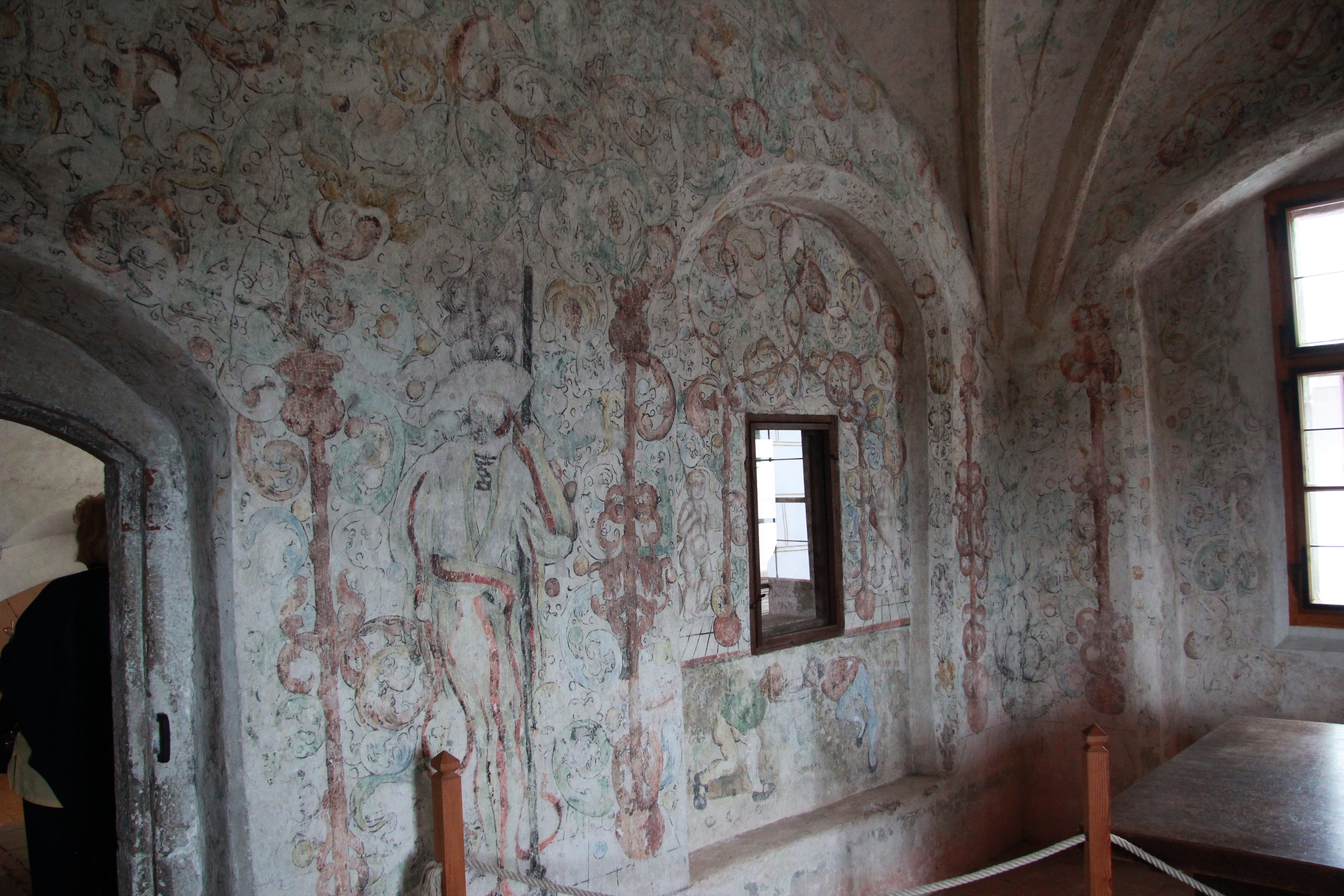
Ренесансні фрески

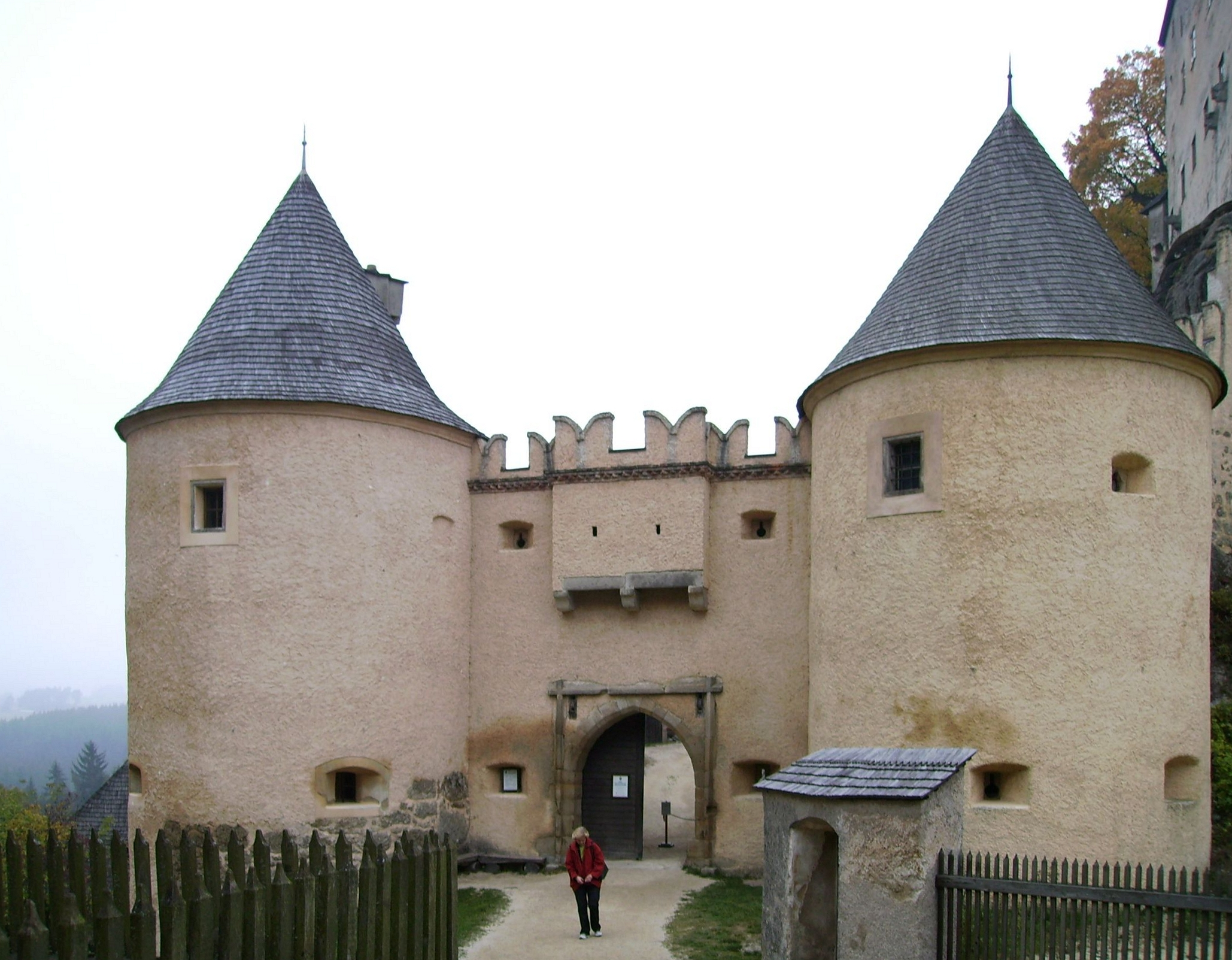
Перша замкова брама

Для захисту своїх володінь Рапото фон Куенрінґ заклав у 1150 році декілька замків, з яких Раппоттенштайн був найпотужнішим і відігравав найбільшу роль у захисті від набігів з Богемії. Влада Куенрінґів стала занепадати через протистояння з королем Альбрехтом I Габсбургом і в 1305 році замок перейшов графам фон Дахсберґ, у 1423 році — родині фон Штаргемберґ, в 1546-му — графам фон Ландау. Замок не змогли захопити повсталі селяни (1597), шведи (1645). Замок у 1664 році придбали графи Абенсперґ-Траун, які володіють ним донині, як і замками Волькенсдорф, Майссау, Петронелл.
У замку збереглись будівлі різних стилів. Південна вежа - романський стиль, двоярусна каплиця (1379), будівлі кухні, архіву з готичними фресками Дунайської школи живопису у східному тракті — готика, триярусні аркади Східного тракту, дві вежі вхідної брами (1548), броварня з розписами сграффіто — ренесанс.